# Mihajlo Apostolski
Mihajlo Apostolski (macédonien : Михаjло Апостолски), né le 8 novembre 1906 à Chtip et mort le 7 août 1987 à Doïran, était un général, théoricien militaire, politicien et historien macédonien.

## Biographie
Il a effectué son éducation primaire à Chtip, puis, en 1927, il a été diplômé de l'Académie militaire de Belgrade. En 1938, il achève son éducation à l'Académie de commandement.
Pendant l'invasion du royaume de Yougoslavie en avril 1941,il est Major de l'état-major général et sabote des ponts pour freiner la progression des forces de l'Axe et il est capturé par les Italiens. Il est toutefois rapidement libéré, tout comme 12 000 autres prisonniers macédoniens après requête du gouvernement bulgare, allié à l'Allemagne et à l'Italie,,,,à la demande du ministre bulgare de la guerre, il soumit le père d'Apostolski, qui combattit dans l'armée bulgare pendant la Première Guerre mondiale et devint invalide en raison de blessures subies au front. En Novembre 1941, il demanda son service dans l'armée bulgare, et les autorités bulgares lui ont offert le grade de capitaine dans les troupes du travail, ce qu'Apostolski refuse, offensé par la rétrogradation. En le printemps de 1942, il entre dans l'Armée populaire de libération de Macédoine et devient un chef communiste de la guerre de libération nationale de Macédoine. En mai 1943, il devient général, puis, lors de la seconde session de l'Assemblée anti-fasciste pour la libération du peuple yougoslave (AVNOJ), il accède à sa présidence. Il préside également l'Assemblée anti-fasciste pour la libération du peuple macédonien (ASNOM). À partir de 1944, il commande, en plus de ses forces macédoniennes, des détachements en Serbie et au Kosovo,.
Après la guerre, il devient l'un des chefs de l'armée de la nouvelle Yougoslavie socialiste. Dans les années 1960 il abandonne ses fonctions militaires et dirige l'Institut d'histoire nationale de Skopje.Il est également membre fondateur de l'Académie macédonienne des sciences et des arts, et son président de 1976 à 1983. Il est accusé d'avoir systématiquement falsifié l'histoire (et il est même crédité de la phrase « Je n'ai aucune preuve, mais je prétends »), utilisé des discours de haine contre la Bulgarie et le peuple bulgare,et dans la déshumanisation des Bulgares.